# 幻想曲
幻想曲（げんそうきょく）は、ファンタジア（伊: fantasia, 独: Fantasie, Phantasie, 仏: fantaisie, fantasye, phantaisie, 英: fancie, fancy, fansye, fantasy, fantazia, fantazie, fantazy, phansie, phantasy, phantazia）の訳語。一般に作曲者の自由な想像力に基づいて創作される器楽作品の名称として用いられる。しかしその実例は、即興的なものから厳格な対位法によるもの、小品から多楽章形式の大規模な作品まで、多岐にわたっている。

## 主な作品

### 鍵盤楽器
- スウェーリンク：半音階的幻想曲
- J.S.バッハ：半音階的幻想曲とフーガ ニ短調 BWV 903
- テレマン：チェンバロのための36の幻想曲
- モーツァルト：幻想曲 ニ短調 K.397、幻想曲 ハ短調 K.475
- ベートーヴェン：幻想曲 Op.77
- シューベルト：さすらい人幻想曲ハ長調 D760、幻想曲ヘ短調 D940
- メンデルスゾーン：幻想曲『スコットランド風ソナタ』嬰ヘ短調 Op.28
- シューマン：幻想曲ハ長調 Op.17
- ショパン：幻想曲ヘ短調 Op.49
- リスト：ソナタ風幻想曲『ダンテを読んで』S161/7（『巡礼の年第2年：イタリア』第7曲）
- ブラームス：幻想曲集 Op.116
- スクリャービン：幻想曲ロ短調 Op.28

### その他の器楽曲
- テレマン：無伴奏フルートのための12の幻想曲、無伴奏ヴァイオリンのための12の幻想曲
- フェルナンド・ソル：ギターのための11の幻想曲
- ドップラー：ハンガリー田園幻想曲（フルート独奏）
- サラサーテ：カルメン幻想曲（ヴァイオリン独奏）

### 弦楽合奏曲
- ヴォーン・ウィリアムズ：トマス・タリスの主題による幻想曲

### 管弦楽曲
- ブルッフ：スコットランド幻想曲 Op.46 （ヴァイオリン協奏曲）
- グラズノフ：フィンランド幻想曲 Op.88
- ヴォーン・ウィリアムズ：グリーンスリーヴスによる幻想曲
- ロドリーゴ：ある貴紳のための幻想曲 （ギター協奏曲）

### その他
- ベートーヴェン：合唱幻想曲 Op.80（ピアノ、合唱、管弦楽のための）